# 文庫クセジュ
文庫クセジュ（ぶんこクセジュ）またはコレクション・クセジュ (Collection Que sais-je?) は、フランスの叢書である。クセジュ文庫あるいは単にクセジュ (Que sais-je?) とも。

## 概要
叢書名は、思想家モンテーニュが著作『エセー』の中で述べた Que sais-je? （私は何を知っているのか？）という言葉に由来する。判型は、新書サイズである。すべてのタイトルが128ページにまとめられているという特徴の他に、それぞれの分野の専門家が執筆を行い、一般大衆向けに提供されており、また、頻繁に内容の更新を行っているという特徴をもつ。
第二次世界大戦中の1941年にフランス大学出版局によって刊行が開始された。創設者はポール・アングールヴァン (fr:Paul Angoulvent) であり、監修者も務めている。本シリーズの創設には、ディドロとダランベールが監修した『百科全書』の存在が影響している旨をアングールヴァンは述べている。この叢書は、『百科全書』の精神とモンテーニュの思想をつなぎ合わせながら真理を追い求めようとする試みであるとされ、クラシックな教養から最先端のテーマに至るまで、現代に生きる人々が必要とする知識を提供している。
1951年の時点で、刊行点数が500点に到達している。刊行開始当初は、1000点の刊行を目標としていたが、2018年5月の時点で4000点以上が刊行されている。2018年の時点で、40以上の言語に翻訳出版されている。

## 日本語版〈文庫クセジュ〉

### 歴史
日本語版は、1951年に白水社によって〈文庫クセジュ〉という名称で刊行が開始された。戦後の1949年に再出発した岩波新書に続く形でのスタートであった。創刊当時、価格は一律120円であった。判型は、新書サイズである。音楽評論家の吉田秀和、美術史学者の高階秀爾、哲学者の木田元など、各分野の専門家が翻訳を行っているという特徴がある。1990年から数年間にわたり、〈コレクション・クセジュ〉という名称のシリーズが白水社から刊行されているが、〈文庫クセジュ〉とは別のシリーズである。700番台までは、ヘラクレスやゼウス、アフロディテなどのギリシア神話に登場する神々のシルエットが描かれた装幀であった。800番以降は、2018年現在も使われている黄色系の装幀となっている。2015年5月、シャルル・ペロ『イエス』の刊行をもって刊行点数が1000点に到達した。
筑波技術短期大学の吉田昭は、「岩波新書と岩波全書の中間を行くアカデミックな性格に特徴がある」と評価している。文芸評論家の加藤弘一は、「フランス産の文庫クセジュは良くも悪くも百科全書の伝統に棹さしており、とっつきにくい面がある」と評価している。

### 創刊ラインナップ
10点目までのラインナップは次のとおり。
1. 知能（ガストン・ヴィオー著、村上仁訳）
2. 現代フランス小説（ルネ・ラルー著、佐藤朔訳）
3. 確率と生活（エミール・ボレル著、平野次郎訳）
4. 映画の世界史（ロ・ズカ著、永戸俊雄訳）
5. 原子力（アルベール・ブーザ著、村岡敬造訳）
6. 性とは何か（ルイ・ガリヤン著、湯浅明訳）
7. 夢（ジャン・レルミット著、平山高次訳）
8. 速度の歴史（ピエール・ルソー著、金澤秀夫・遠藤眞二訳）
9. 青年期（モーリス・ドベス著、吉倉範光訳）
10. 新しい教育 その方法、その進歩（アンジェラ・メヂシ著、渡辺誠訳）